# Tuvängsfly
Tuvängsfly (Photedes minima) är en fjärilsart som beskrevs av Adrian Hardy Haworth 1809. Tuvängsfly ingår i släktet Photedes och familjen nattflyn. Arten är reproducerande i Sverige. Inga underarter finns listade i Catalogue of Life.

## Bildgalleri

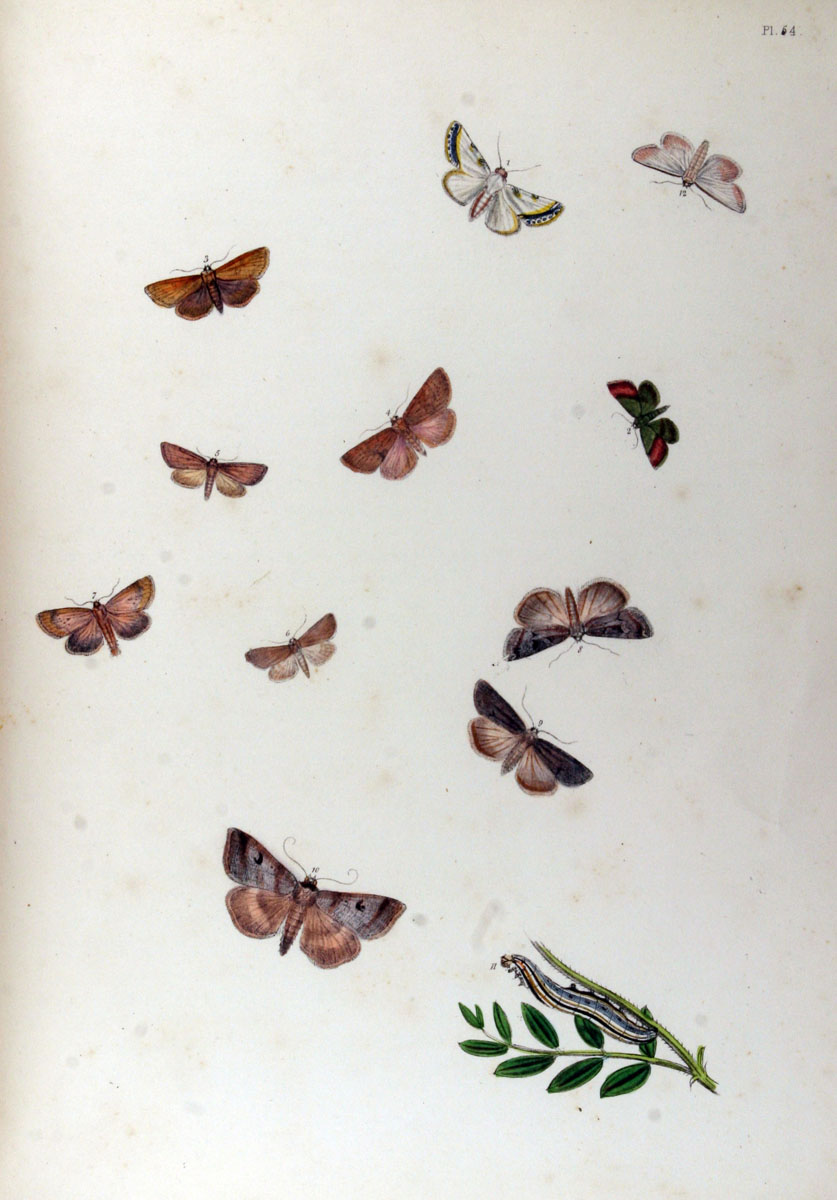
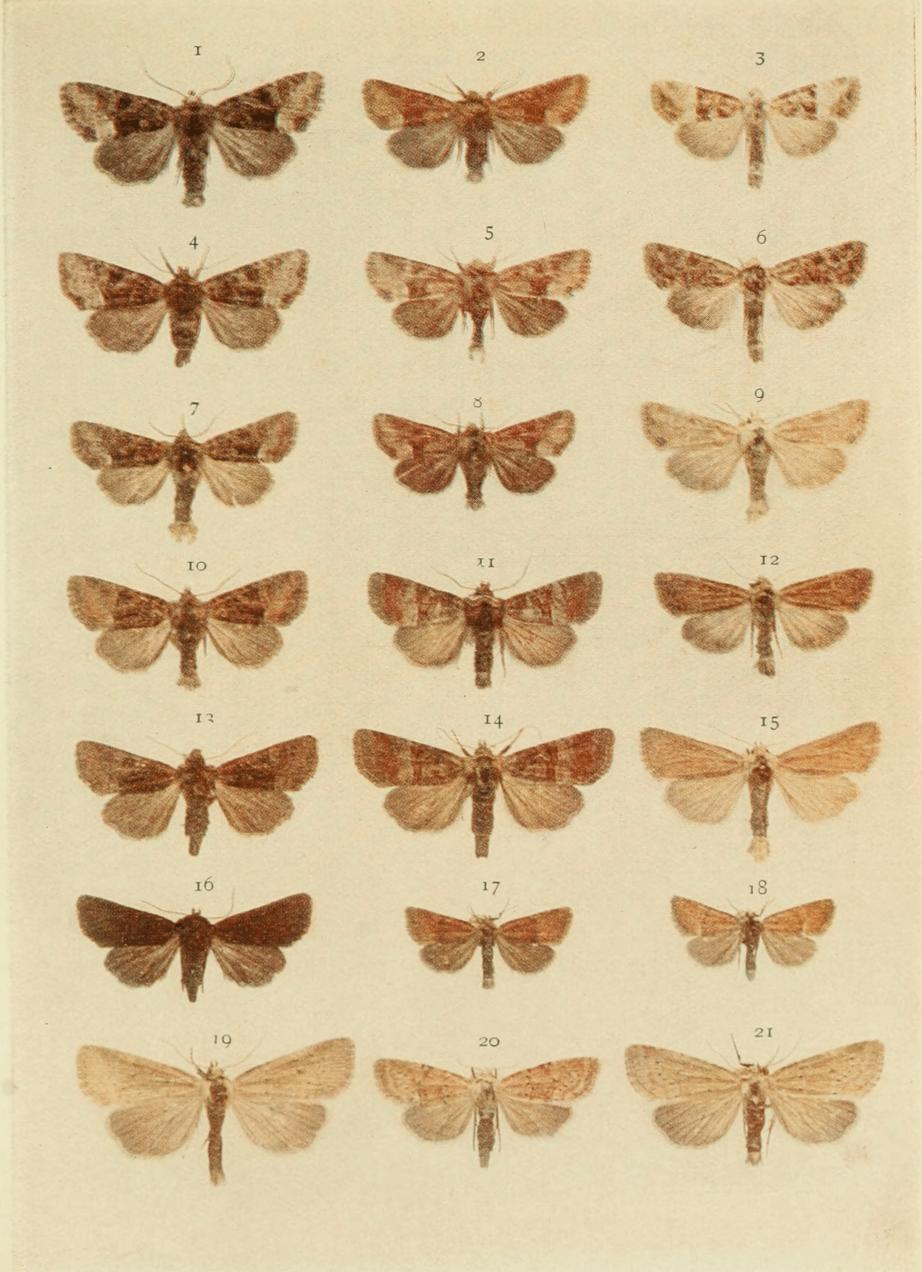